# After-Market
After-Market é um serviço oferecido aos investidores pela B3.
O nome After-market veio em virtude de que as aplicações eram efetivadas em horário após o fechamento do pregão principal da B3, quando os investidores podem enviar ordens de compra e venda e realizar negócios pelo home-broker.
Isso possibilita o acesso de pequenos e médios investidores que não tem chance de operar durante o pregão principal.
Em linhas gerais, o after Bovespa nada mais é do que um horário extra de funcionamento da bolsa. Ele possibilita a investidores que não têm como acompanhar o mercado durante o horário comercial, investir na bolsa neste horário extra.
Se você trabalha durante o dia e, mesmo assim, não abre mão de administrar pessoalmente sua carteira, então você pode operar no after market da Bovespa após o trabalho e, assim, negociar seus ativos normalmente como no pregão normal (sujeito apenas a algumas restrições, como veremos a seguir).

## Horários
O horário do After-market pode variar de acordo com o pregão principal. Este pode ser retardado com a chegada do horário de verão no Brasil.
- das 17h25 às 17h30: fase de pré-abertura, na qual será permitido o cancelamento das ofertas registradas no período regular,
- das 17h30 às 18h00: fase de negociação.

No horário de verão (Não há mais horário de verão)
- das 18h25 às 18h30: fase de pré-abertura, na qual será permitido o cancelamento das ofertas registradas no período regular,
- das 18h30 às 19h00: fase de negociação.

A data de liquidação dos negócios segue a mesma do pregão principal.

## Restrições
- Limite máximo de operações de R$900.000,00 por CPF.
- Não é possível operar opções.
- Somente ações negociadas no pregão diurno podem ser negociadas no período After-Market.
- Os preços negociados não podem sofrer variação superior a 2% em relação ao fechamento no pregão normal. Por exemplo, se ao término do pregão normal uma ação fechou a R$ 100,00, então você não poderá negociá-la por mais que R$ 102,00 ou menos que R$ 98,00.
- A ação deverá participar da carteira teórica de algum dos índices calculados pela BMFBovespa.